# Alien and Sedition Acts

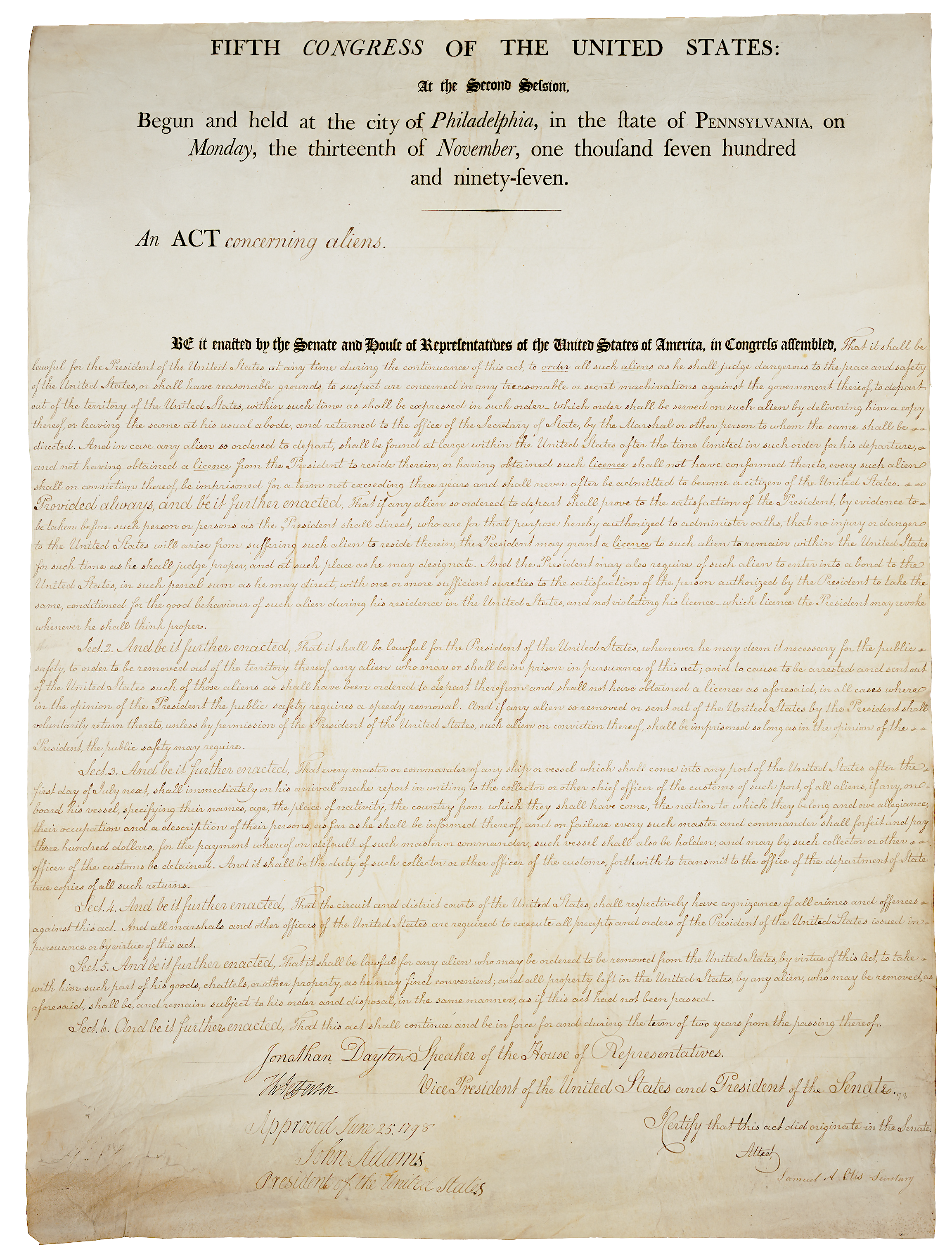
Die Alien and Sedition Acts von 1798

Die Alien and Sedition Acts waren vier vom Kongress der Vereinigten Staaten 1798 verabschiedete und von John Adams unterzeichnete Gesetze, die unter anderem die Privilegien des Präsidenten gegenüber Ausländern erweiterten und die Veröffentlichung „falscher, skandalträchtiger oder boshafter Schriften“ gegen Amtsträger unter Strafe stellten. Die Gesetze wurden von Politikern der Demokratisch-Republikanischen Partei und in späteren Jahren auch von Historikern als den Zielen und Gedanken der Verfassung entgegenstehend eingeschätzt. Sie waren ein bedeutendes Thema in den Kongresswahlen 1798 und bei der Präsidentschaftswahl 1800. Der Alien Enemies Act ist als einziges der Gesetze weiterhin in Kraft und wurde in Kriegen gelegentlich angewendet, bevor Präsident Donald Trump ihn 2025 nutzte, um Ausländer auch in Friedenszeiten inhaftieren und abschieben zu können. Die anderen Gesetze liefen aus oder wurden nach der Amtseinführung Präsident Thomas Jeffersons 1801 durch den Kongress aufgehoben. Mit den Anarchist Exclusion Acts wurden später zwei weitere ähnliche Gesetze verabschiedet.

## Hintergrund
In den letzten Jahren des 18. Jahrhunderts stieg in den USA das Misstrauen gegenüber den Einwanderern aus Frankreich und Irland, von denen wegen der Französischen Revolution und den Rebellionen in Irland weitere aufrührerische Aktivitäten befürchtet wurden. 1798 führte die Weigerung der USA, ihre Schulden aus der Zeit des Unabhängigkeitskriegs an Frankreich zurückzuzahlen, und das scharfe amerikanische Vorgehen gegen französische Freibeuter zum Quasi-Krieg, der auf den Weltmeeren ausgetragen wurde.
Auch innenpolitisch wuchsen die Spannungen: Puritanische Geistliche wie Jedidiah Morse und Timothy Dwight verbreiteten die Verschwörungstheorie, der Illuminatenorden, eine kurzlebige deutsche Geheimgesellschaft, die 1785 aufgelöst worden war, würde insgeheim weiterexistieren und habe bereits die Französische Revolution ausgelöst. Diese These, die in den Werken des französischen Ex-Jesuiten Augustin Barruel und des schottischen Naturforschers John Robison entwickelt wurde, wendeten sie nun auf die Demokratisch-Republikanische Partei und namentlich deren Gründer Thomas Jefferson an, der sich verdächtigerweise 1785 bis 1789 in Paris aufgehalten hatte. Diese seien Agenten der Illuminaten, die sich zum Ziel gesetzt hätten, nicht nur die gemäßigt-konservative Regierung der Föderalistischen Partei unter Präsident John Adams, sondern gleich das gesamte Christentum in den USA abzuschaffen. In der aufgeheizten Stimmung – der Historiker Jeffrey L. Pasley spricht von einer regelrechten „Illuminaten-Panik“ – stimmte der Kongress für die vier Gesetze.

## Bestandteile
Die Alien and Sedition Acts bestanden aus vier einzeln verabschiedeten Gesetzen:
1. Der Naturalization Act verlängerte die Aufenthaltsdauer für Ausländer, bevor sie die Staatsbürgerschaft beantragen konnten, von fünf auf 14 Jahre. Das Gesetz wurde am 18. Juni 1798 verabschiedet und 1802 aufgehoben.
2. Der Alien Friends Act erlaubte dem Präsidenten, die Abschiebung jedes Ausländers zu befehlen, den er als für den Frieden und die Sicherheit der Vereinigten Staaten gefährlich einstufte. Das Gesetz wurde am 25. Juni 1798 mit einer zweijährigen Gültigkeitsfrist verabschiedet.
3. Der Alien Enemies Act erlaubt dem Präsidenten, die Verhaftung und Abschiebung jedes Ausländers zu befehlen, der Bürger eines Landes ist, mit dem sich die Vereinigten Staaten im Kriegszustand befinden. Das Gesetz wurde am 6. Juli 1798 verabschiedet und ist bis heute als Teil des United States Code (50 USC 21-24) in Kraft.
4. Der Sedition Act machte die Veröffentlichung „falscher, skandalträchtiger oder boshafter Schriften“ gegen den Staat oder seine Amtsträger strafbar. Das Gesetz wurde am 14. Juli 1798 verabschiedet und lief am 3. März 1801 aus.

## Verfassungswidrigkeit
Obwohl Jefferson die Gesetze als Einschränkung der vom ersten Verfassungszusatz garantierten Meinungsfreiheit ansah, lag der Schwerpunkt seiner Kritik in der Verletzung des 10. Verfassungszusatzes, der besagt:

„Die Machtbefugnisse, die von der Verfassung weder den Vereinigten Staaten übertragen noch den Einzelstaaten entzogen werden, bleiben den Einzelstaaten oder dem Volke vorbehalten.“

Als die Gesetze 1798 verabschiedet wurden, galten der erste Zusatzartikel und die darin verbrieften Rechte noch nicht als für die Bundesstaaten anwendbar. Jefferson argumentierte stattdessen, dass die Bundesregierung mit den Gesetzen ihre von der Verfassung gegebenen Kompetenzen überschritt und den Staaten vorenthaltene Befugnisse ausübte. Diese Meinung wurde nur von den Parlamenten in Virginia und Kentucky geteilt; die anderen verabschiedeten Beschlüsse, die die Gesetze als verfassungsgemäß erklärten und den beiden anderen Staaten das Recht absprachen, die Gesetze zu missachten.
Die Möglichkeit, Bundesgesetze auf ihre Übereinstimmung mit der Verfassung zu überprüfen, wurde erst 1803 im Urteil zum Fall Marbury v. Madison in der amerikanischen Rechtspraxis verankert. 1798 hatten sich alle obersten Richter bei verschiedenen Gelegenheiten in Unterstützung zu den Gesetzen geäußert. Tatsächlich verhandelt wurden die Gesetze vor dem Obersten Gerichtshof aber nicht.
25 Menschen wurden aufgrund des Gesetzes inhaftiert, darunter viele Journalisten, aber auch ein Mitglied des Kongresses. Elf der Inhaftierten wurden vor Gericht gestellt und zehn wegen Aufruhrs verurteilt. In nachfolgenden Jahren hat sich der Kongress mehrfach bei den Opfern der Gesetzen entschuldigt und Schadensersatz geleistet.
Da der Sedition Act 1801 automatisch an Gültigkeit verlor, ergab sich auch später keine Möglichkeit zur verfassungsrechtlichen Prüfung des Gesetzes durch den Obersten Gerichtshof. Allerdings hat das Gericht in späteren Urteilen zu erkennen gegeben, dass das Gesetz vermutlich verfassungswidrig war. Im Grundsatzurteil zum Fall New York Times v. Sullivan erklärten die Richter, “Although the Sedition Act was never tested in this Court, the attack upon its validity has carried the day in the court of history.” (376 U.S. 254, 276 (1964))

## Aktivierung und Anwendung des Alien Enemies Act (Auswahl)
Während des Britisch-Amerikanischen Krieges (1812–1814/1815) aktivierte US-Präsident James Madison den Alien Enemies Act wegen der in den USA residierenden Briten.
US-Präsident Woodrow Wilson aktivierte den Alien Enemies Act im Ersten Weltkrieg wegen der in den USA residierenden Staatsangehörigen der Mittelmächte.
US-Präsident Franklin D. Roosevelt aktivierte den Alien Enemies Act nach der Bombardierung von Pearl Harbor bzw. mit dem Eintritt der Vereinigten Staaten in den Zweiten Weltkrieg, um japanische, deutsche und italienische Staatsbürger in den USA festzunehmen, festzuhalten, in Sicherheit zu bringen oder zu deportieren.
In seiner Amtsantrittsrede am 20. Januar 2025 bezeichnete Präsident Donald Trump die venezolanische kriminelle Vereinigung Tren de Aragua als terroristische Organisation, dass er mit Hilfe des Alien Enemies Acts ihre in den USA befindlichen Mitglieder sofort abschieben lassen werde, und unterzeichnete am gleichen Tag eine entsprechende Executive Order. Die BBC berichtete am 16. März 2025, dass 238 vermeintliche Mitglieder der Organisation bereits mit dem Flugzeug nach El Salvador abgeschoben worden seien, obwohl ein Bundesrichter vorläufig angeordnet hatte, niemanden gemäß diesem Gesetz abschieben zu dürfen. In den nachfolgenden Monaten berief sich die Regierung immer stärker auf dieses Gesetz, auch ohne dass bei den festgesetzten und zum Teil deportierten Personen notwendigerweise eine Mitgliedschaft in sogenannten terroristischen Gruppen festgestellt wurde, und auch weiterhin entgegen richterlicher Anordnungen.